# Kwame Opoku
Kwame Opoku (* 8. Mai 1999 in Kumasi) ist ein ghanaischer Fußballspieler.

## Karriere

### Klub
Er wechselte im Oktober 2020 vom Nkoranza Warriors SC zum Asante Kotoko SC. Im April 2021 wechselte er weiter nach Algerien zum USM Algier. Von diesen ist er derzeit seit August 2022 an den Najran SC in Saudi-Arabien verliehen.

### Nationalmannschaft
Seinen ersten Einsatz für die ghanaische A-Nationalmannschaft hatte er am 25. März 2021 bei einem 1:1 gegen Südafrika, während der Qualifikation für den Afrika-Cup 2022. Hier stand er in der Startelf und wurde zur zweiten Halbzeit für Osman Bukari ausgewechselt. Danach kam er auch in der Qualifikation für die Weltmeisterschaft 2022 zum Einsatz.